# Eupelmus valsus
Eupelmus valsus is een vliesvleugelig insect uit de familie Eupelmidae. De wetenschappelijke naam is voor het eerst geldig gepubliceerd in 2001 door Narendran.